# Barry McDaniel
Barry McDaniel (Lyndon, 18 octobre 1930 - Berlin,18 juin 2018) est un chanteur lyrique américain. Doté d'une voix de baryton, il a fait  carrière en Allemagne notamment à la Deutsche Oper de Berlin.

## Biographie
Conscients de ses talents, ses parents le font initier très tôt à la musique et le produisent dans les églises ou en concerts privés. L'enfant reçoit des cours de piano et de percussion. Avec l'âge, sa voix change de registre et passe de soprano à baryton. 
Il suit des cours à l'université du Kansas puis à partir de 1950 à la Juilliard School de New York.  Terminant brillamment sa formation, il est du nombre des étudiants américains qui en 1953, partent se perfectionner en Allemagne et intègrent l'école de musique de Stuttgart. Dès l'année suivante, il donne son premier récital en tant que professionnel. Il intègre ensuite la troupe de l'opéra de Mayence puis après son service militaire - qu'il effectua à Stuttgart, il fait partie de la troupe de l'opéra de la ville avant d'intégrer en 1959 l'opéra de Karlsruhe. En 1962, il entre à la Deusche Oper de Berlin où il reste jusqu'en 1999. En 1970, il fut nommé Kammersänger de la ville de Berlin.
Sa carrière se déroule surtout en Allemagne mais il se produit également à Bruxelles et à New York.
Il est en 1967 le premier interprète des Tre Canti di Leopardi composé deux ans plus tôt par Wilhelm Killmayer. Il apparait en 1972 dans le téléfilm tiré de l'opérette Gasparone de Carl Millöcker. Il enregistre également de nombreux disques.